# Kuopio
Kuopio je grad u istoimenoj općini na zapadnoj obali Finske od 121 572 stanovnika. Grad je od Švedske dobio gradsku povelju 1775. godine.

## Vanjske poveznice
|  | Zajednički poslužitelj ima još gradiva o temi Kuopio |